# Astragalus austroaegaeus
Astragalus austroaegaeus ist eine Pflanzenart aus der Familie der Hülsenfrüchtler (Fabaceae).

## Merkmale
Astragalus austroaegaeus ist ein ausdauernder Rosetten-Hemikryptophyt, der eine Wuchshöhe von 1 bis 5 Zentimeter erreicht. Der Wurzelstock ist verzweigt. Die Blätter sind 40 bis 120 Millimeter groß. Die 25 bis 33 Fiedern sind länglich-eiförmig. Ihre Unterseite ist dicht mit anliegenden bis aufsteigenden Haaren bedeckt, die Oberseite ist nur spärlich behaart. Die Nebenblätter sind teilweise verwachsen. Die Traubenstiele sind ein- bis eineinhalb-mal so lang wie die Blätter. Der Kelch ist 12 bis 13 Millimeter groß. Die Zähne sind 3/4 so lang wie die Röhre. Die Krone ist gelblich und an der Spitze violett. Die Fahne ist 15 bis 22 Millimeter groß. Die Hülsen sind eiförmig-dreieckig, 8 bis 10 Millimeter groß, und mit dichten, halbabstehenden, weißen Haaren bedeckt.
Die Blütezeit reicht von März bis April.

## Vorkommen
Die Art kommt auf Inseln in der Südost-Ägäis vor. Sie wächst in Phrygana und Olivenhainen in Höhenlagen von 0 bis 600 Meter.

## Taxonomie
Astragalus austroaegaeus wurde 1949 von Karl Heinz Rechinger in Phyton. Annales rei Botanicae (Horn) Band 1 Seite 202 erstbeschrieben. Ein Synonym ist Astragalus insulae-karpathi Eig.

## Belege
- Ralf Jahn, Peter Schönfelder: Exkursionsflora für Kreta. Mit Beiträgen von Alfred Mayer und Martin Scheuerer. Eugen Ulmer, Stuttgart (Hohenheim) 1995, ISBN 3-8001-3478-0, S. 147.